# Kilsmo
Kilsmo är en småort (före 2023  tätort) i Örebro kommun, sydöstra Närke.
Kilsmo ligger invid Västra stambanan och är "bostadsort" invid sjön Sottern med Badplatsen Solbergabadet. Närmaste större stad är Örebro, som ligger cirka 30 km mot nordväst. 

## Ortnamnet
År 1555 skrevs Kijlingxmora. Detta ord avser dels en inbyggarbeteckning: "person från Kilinge", dels en form i plural av mor = "sumpig granskog". Allt detta har senare förkortats.

## Befolkningsutveckling
| Befolkningsutvecklingen i Kilsmo 1960–2020 | Befolkningsutvecklingen i Kilsmo 1960–2020 | Befolkningsutvecklingen i Kilsmo 1960–2020 | Befolkningsutvecklingen i Kilsmo 1960–2020 | Befolkningsutvecklingen i Kilsmo 1960–2020 |
| ------------------------------------------ | ------------------------------------------ | ------------------------------------------ | ------------------------------------------ | ------------------------------------------ |
|                                            |                                            |                                            |                                            |                                            |
| År                                         |                                            |                                            | Folkmängd                                  | Areal (ha)                                 |
| 1960                                       | 1960                                       |                                            | 303                                        |                                            |
| 1965                                       | 1965                                       |                                            | 349                                        |                                            |
| 1970                                       | 1970                                       |                                            | 311                                        |                                            |
| 1975                                       | 1975                                       |                                            | 266                                        |                                            |
| 1980                                       | 1980                                       |                                            | 296                                        |                                            |
| 1990                                       | 1990                                       |                                            | 267                                        | 59                                         |
| 1995                                       | 1995                                       |                                            | 283                                        | 59                                         |
| 2000                                       | 2000                                       |                                            | 278                                        | 50                                         |
| 2005                                       | 2005                                       |                                            | 274                                        | 50                                         |
| 2010                                       | 2010                                       |                                            | 263                                        | 50                                         |
| 2015                                       | 2015                                       |                                            | 233                                        | 32                                         |
| 2020                                       | 2020                                       |                                            | 230                                        | 32                                         |
|                                            |                                            |                                            |                                            |                                            |

## Idrott
Herrfotbollslaget Kilsmo IK spelade säsongen 2012 i division 6 samt hade sitt reservlag i division 8.